# Gerrit Koch
Gerrit Koch (* 18. Juli 1969 in Lübeck) ist ein deutscher Jurist und Politiker (FDP).

## Leben
Koch wurde in Lübeck geboren und legte 1989 sein Abitur am Carl-Jacob-Burckhardt-Gymnasium ab. Er studierte von 1990 bis 1995 Rechtswissenschaften an der Universität Hamburg. Nach beruflichen Stationen in Berlin und Hamburg ließ er sich 2003 in seiner Heimatstadt Lübeck als Rechtsanwalt nieder. Er war Mitglied der Jungen Liberalen und deren Lübecker Kreisvorsitzender. Als FDP-Mitglied leitet er bis 2011 vier Jahre lang dessen Lübecker Kreisverband. Koch war vom 1. Juni 2008 bis 15. Januar 2010 Mitglied der Lübecker Bürgerschaft als stellvertretender Vorsitzender der FDP-Bürgerschaftsfraktion und leitete den Ausschuss für Sicherheit und Ordnung.
Bei der vorgezogenen Landtagswahl in Schleswig-Holstein 2009 kandidierte er im Landtagswahlkreis Lübeck-Ost und zog über die FDP-Landesliste in den Schleswig-Holsteinischen Landtag ein. Koch war Mitglied des Innen- und Rechtsausschusses und des Europaausschusses. Er war stellvertretendes Mitglied des Ersten Parlamentarischen Untersuchungsausschusses. Koch schied 2012 bei vorgezogenen Neuwahlen aus dem Landtag aus. Für die Bundestagswahl 2013 kandidiert er als Direktkandidat im Wahlkreis 11 (Lübeck) und auf der FDP-Landesliste. 2014 wurde Koch von Wolfgang Kubicki für das Amt des Datenschutzbeauftragten des Landes Schleswig-Holstein nominiert. Er erhielt im ersten Wahlgang 30 von 69 Stimmen.
Ehrenamtlich ist Koch Vorsitzender des Schleswig-Holsteinischen Anwalt- und Notarbandes sowie des Lübecker Anwaltvereins.